# Kawak
Kawak is een bestuurslaag in het regentschap Jepara van de provincie Midden-Java, Indonesië. Kawak telt 4301 inwoners (volkstelling 2010).